# Istenszülő elszenderedése fatemplom (Nagyilonda)
A nagyilondai Istenszülő elszenderedése fatemplom műemlékké nyilvánított épület Romániában, Szilágy megyében. A romániai műemlékek jegyzékében az  SJ-II-m-A-05066 sorszámon szerepel.